# Dorothy Shephard
Dorothy Shephard est une femme politique canadienne.
Elle représente la circonscription de Saint John Lancaster à l'Assemblée législative du Nouveau-Brunswick de l'élection générale de 2010 à 2024
De 2012 à 2014, elle est ministre des Communautés saines et inclusives dans le gouvernement de David Alward et, de 2018 à 2020, ministre du Développement social et ministre responsable de la Société d’inclusion économique et sociale dans le premier gouvernement Higgs.
Elle est ministre de la Santé de 2020 à 2022, dans le deuxième gouvernement Higgs, un poste qu'elle doit quitter après la mort d’un patient dans la salle d’attente des urgences d'un hôpital à Fredericton. Elle reprend alors le portefeuille du Développement social.
En 2023, Dorothy Shephard démissionne avec fracas du cabinet Higgs après avoir voté avec l'opposition sur une motion favorable aux droits LGBTQ+ dans les écoles. Pour justifier sa décision, elle évoque le fait que le cabinet et le caucus sont écartés des prises de décision.

## Biographie
Originaire de Saint-Jean, Shephard est propriétaire d'une petite entreprise, le Benjamin Moore Colour Centre, qu'elle exploite depuis 1995. Avant de devenir députée, elle était active dans plusieurs regroupements de gens d'affaires, dont le Saint John Women Business Owners et le Saint John Board of Trade, l’Association canadienne des constructeurs d’habitations et la Fédération canadienne de l'entreprise indépendante.
Dorothy Shephard ne maîtrise pas le français.